# William Cavendish (3e duc de Devonshire)
William Cavendish, 3e duc de Devonshire est un aristocrate et homme politique anglais, né le 26 septembre 1698 et mort le 5 décembre 1755.
Il est membre du parti Whig.

## Biographie
Il est le fils de William Cavendish (2e duc de Devonshire) et de Rachel Russell.
Il épouse Catherine Hoskins le 27 mars 1718.
Ils ont sept enfants :
- Caroline Cavendish (22 mai 1719 – 20 janvier 1760), mariée à William Ponsonby (2e comte de Bessborought), dont postérité ;
- William Cavendish, 4e duc de Devonshire (1720 – 2 octobre 1764) ;
- George Cavendish, mort célibataire ;
- Élisabeth Cavendish (1727-1796), mariée à John Ponsonby, dont postérité ;
- Frederick Cavendish (officier) (vers 1729 – 21 octobre 1803), militaire mort célibataire ;
- John Cavendish (1734-1796) ;
- Rachel Cavendish (7 juin 1727 – 8 mai 1805), mariée à Horatio Walpole, 1er comte d'Orford.

En 1731, il est membre du Conseil privé, puis devient Lord du Sceau Privé jusqu'en 1733.